# Agersø Sogn
Agersø Sogn ist eine Kirchspielsgemeinde (dänisch Sogn) auf der Insel Agersø im Großen Belt vor der Küste von Sjælland im südlichen Dänemark. Im Kirchspiel leben 202 Einwohner (Stand: 1. Januar 2023). Gemeindekirche ist die Agersø Kirke.
Bis 1970 gehörte sie zur Harde Vester Flakkebjerg Herred im damaligen Sorø Amt, danach zur Skælskør Kommune im Vestsjællands Amt, die im Zuge der  Kommunalreform zum 1. Januar 2007 in der Slagelse Kommune in der Region Sjælland aufgegangen ist.